# Ier
Pour les articles homonymes, voir Ier.
La Ier ou Eriu (en roumain Râul Ier ou Râul Eriu, en hongrois Ér) est une rivière roumaine située dans le nord-ouest du pays, en Transylvanie, dans le județ de Satu Mare et celui de Bihor avant de terminer sa course dans le comitat hongrois de Hajdú-Bihar.

## Géographie
La Ier prend sa source dans la plaine du Someș, au nord de la ville de Tășnad, à environ 120 m d'altitude avant de couler dans le sens sud-est et de se jeter dans la Barcău en Hongrie, dans la commune de Pocsaj (comitat de Hajdú-Bihar) à 95 m d'altitude. La très faible déclivité de sa pente explique son cours méandreux et l'existence de nombreuses zones de marécages. Il est cependant canalisé sur une grande partie de son cours.
Elle traverse successivement les localités de Căuaș, Santău et Pir dans le județ de Satu Mare, puis les communes de  Sălacea, Săcueni et Diosig dans le județ de Bihor avant de pénétrer dans le comitat de Hajdú-Bihar, en Hongrie et de traverser la commune de Pocsaj.

## Hydrographie
La Ier est un affluent de la rive droite de la Barcău, elle-même affluent du Körös (Criș en roumain) qui est un sous-affluent du Danube par la Tisza.
Son principal affluent est le Cubic.